# Distritos de Berlim

Distritos de Berlim

Berlim é uma cidade e também um dos estados federais (Länder) da Alemanha - ou seja, é uma cidade-Estado (Stadtstaat).
Desde a reforma administrativa de 2001, é dividida em doze distritos,  cada um deles com seu governo local próprio, embora todos os distritos estejam subordinados ao governo estadual de Berlim.
A administração de cada distrito (Bezirksamt) é exercida por um órgão colegiado constituído de cinco conselheiros  (Bezirksstadträte) e mais o burgomestre (prefeito) distrital (Bezirksbürgermeister). Além disso, cada um dos distritos tem  uma assembleia (Bezirksverordnetenversammlung, BVV), cujos membros são eleitos pelos cidadãos alemães com direito a voto e por cidadãos de outros países da União Europeia residentes na Alemanha. O poder dos governos distritais é limitado e subordinado ao Senado de Berlim (Berliner Senat), que é o órgão executivo do governo da cidade-estado de Berlim.
Os burgomestres de todos os distritos de Berlim, mais o burgomestre-governador da capital alemã e seus adjuntos, formam o Conselho de Burgomestres  (Rat der Bürgermeister), que é liderado pelo burgomestre-governador. O Conselho deve assessorar o Senado de Berlim.
O Senado deve solicitar ao Conselho de Burgomestres que se pronuncie sobre questões fundamentais relativas à legislação e à administração. O mesmo se aplica às proposições de leis que emanem da Câmara dos Deputados de Berlim (Abgeordnetenhaus von Berlin)
|    | Distrito                   | Área (km²) | Densidade (hab/km²) jan. 2017 | População (hab.) jan. 2017 | Estrangeiros (‰ hab) 2013 | Média de idade (anos) 2013 | Natalidade (‰ hab) 2011 | Mortalidade (‰ hab) 2011 | Fecundidade 2012 | Renda média familiar (€) 2015 | Beneficiários de renda mínima (% ativos) 2011 | Burgomestre 2016-2021 / partido |
| -- | -------------------------- | ---------- | ----------------------------- | -------------------------- | ------------------------- | -------------------------- | ----------------------- | ------------------------ | ---------------- | ----------------------------- | --------------------------------------------- | ------------------------------- |
| 01 | Mitte                      | 39,47      | 9 410                         | 371 407                    | 290,7                     | 39,1                       | 12,2                    | 7,6                      | 1,37             | 19 200                        | 28,9                                          | Stephan von Dassel (Grüne)      |
| 02 | Friedrichshain-Kreuzberg   | 20,16      | 13 954                        | 281 323                    | 232,7                     | 37,5                       | 13,0                    | 5,9                      | 1,12             | 20 100                        | 24,0                                          | Monika Herrmann (Grüne)         |
| 03 | Pankow                     | 103,01     | 3 858                         | 397 406                    | 87,5                      | 40,8                       | 11,9                    | 8,4                      | 1,23             | 22 200                        | 12,9                                          | Sören Benn (Linke)              |
| 04 | Charlottenburg-Wilmersdorf | 64,72      | 5 195                         | 336 249                    | 210,9                     | 45,8                       | 8,7                     | 10,5                     | 1,18             | 21 600                        | 15,0                                          | Reinhard Naumann (SPD)          |
| 05 | Spandau                    | 91,91      | 2 502                         | 239 942                    | 126,8                     | 44,4                       | 9,3                     | 12,2                     | 1,48             | 19 200                        | 26,0                                          | Helmut Kleebank (SPD)           |
| 06 | Steglitz-Zehlendorf        | 102,50     | 2 967                         | 304 086                    | 121,0                     | 46,2                       | 7,9                     | 11,7                     | 1,31             | 25 200                        | 10,6                                          | Cerstin Richter-Kotowski (CDU)  |
| 07 | Tempelhof-Schöneberg       | 53,09      | 6 519                         | 346 108                    | 158,8                     | 44,1                       | 8,8                     | 9,6                      | 1,27             | 23 100                        | 19,3                                          | Angelika Schöttler (SPD)        |
| 08 | Neukölln                   | 44,93      | 7 290                         | 327 522                    | 228,4                     | 41,2                       | 11,4                    | 9,7                      | 1,39             | 18 600                        | 30,7                                          | Franziska Giffey (SPD)          |
| 09 | Treptow-Köpenick           | 168,42     | 1 541                         | 259 524                    | 45,0                      | 45,5                       | 9,7                     | 10,7                     | 1,45             | 21 900                        | 14,6                                          | Oliver Igel (SPD)               |
| 10 | Marzahn-Hellersdorf        | 61,74      | 4 244                         | 262 015                    | 51,9                      | 43,3                       | 10,2                    | 8,4                      | 1,53             | 20 400                        | 23,8                                          | Dagmar Pohle (Linke)            |
| 11 | Lichtenberg                | 52,29      | 5 414                         | 283 121                    | 94,8                      | 43,2                       | 11,3                    | 9,9                      | 1,45             | 19 200                        | 20,9                                          | Michael Grunst (Linke)          |
| 12 | Reinickendorf              | 89,46      | 2 928                         | 261 919                    | 128,2                     | 45,1                       | 8,7                     | 11,9                     | 1,56             | 22 200                        | 22,0                                          | Frank Balzer (CDU)              |
|    | Berlim                     | 891,85     | 4 116                         | 3 670 622                  | 153,2                     | 42,9                       | 10,3                    | 9,6                      | 1,34             | 21 000                        | 20,7                                          | Michael Müller (SPD)            |